# Дейвид Мейсън
Дейвид Марлаш Мейсън (на английски: David Marshall Mason) е шотландски либерал, политик, банкер и предприемач.

## Биография
Дейвид Мейсън е роден на 7 декември 1865 година в Кемпси край Глазгоу, в семейството на Стивън Мейсън и Марта Маршал. Получава образование в академията Патрик и в академията Келвинсайд, Глазгоу, в Крейгмърт в Единбург и след това в Глазгоуския университет.  Също така учи частно в Германия. Жени се за Мари Круз от Акрън, Охайо, дъщеря на Джордж У. Круз, бивш представител на републиканската партия в Конгреса на САЩ. С нея има двама сина и пет дъщери.
Като член на Либералната партия и либералната национална федерация се включва в дейността на Балканския комитет в Лондон, като подкрепя българските възгледи за Македония.
Умира на 19 март 1945 година в Малверн край Уорчестършиър.